# Amsonia fugatei
Amsonia fugatei là một loài thực vật có hoa trong họ La bố ma. Loài này được S.P.McLaughlin mô tả khoa học đầu tiên năm 1985.